# غلاس (روستا)
 غلاس  (در عربی:  غُلاس )
نام روستایی است در دهستان الغُربان از توابع استان عَدَن در کشور یمن در شبه جزیره عربستان. 

## جمعیت
جمعیت آن (۲۳۸) نفر (۲۱ خانوار) می‌باشد.